# Hyparrhenia coriacea
Hyparrhenia coriacea là một loài thực vật có hoa trong họ Hòa thảo. Loài này được Mazade mô tả khoa học đầu tiên năm 1978.